# أونيموشا: بليد واريورز
أونيموشا: بليد واريورز (بالإنجليزية: Onimusha Blade Warriors)‏، هي لعبة فيديو يابانية من نوع قتال، وهي من تطوير ونشر شركة كابكوم اليابانية، صدرت اللعبة في الأسواق سنة 2003، وتعمل حصرياً على منصة بلاي ستيشن 2، وهذه اللعبة واحدة من سلاسل أونيموشا الفرعية.